# New Names Grevillea
New Names in Grevillea (Proteaceae) (abreviado New Names in Grevillea) es una revista ilustrada con descripciones botánicas que fue editado por el botánico y taxónomo australiano, Donald McGillivray. Fue publicado en 1986.